# Diamante do Norte
Diamante do Norte is een gemeente in de Braziliaanse deelstaat Paraná. De gemeente telt 5.668 inwoners (schatting 2009).